# Liga Suprema de Ucrania 2000-01
La Liga Suprema de Ucrania 2000-01 fue la 10.ª edición del campeonato de fútbol de máximo nivel en Ucrania. Dinamo Kiev ganó el campeonato.

## Tabla de posiciones
|     | Equipo                | Pts | PJ | PG | PE | PP | GF | GC |
| --- | --------------------- | --- | -- | -- | -- | -- | -- | -- |
| 1.  | Dinamo Kiev           | 64  | 26 | 20 | 4  | 2  | 58 | 17 |
| 2.  | Shajtar Donetsk       | 63  | 26 | 19 | 6  | 1  | 71 | 21 |
| 3.  | Dnipro Dnipropetrovsk | 55  | 26 | 17 | 4  | 5  | 37 | 18 |
| 4.  | Metalurg Mariupol     | 43  | 26 | 13 | 4  | 9  | 35 | 26 |
| 5.  | Metalurg Donetsk      | 42  | 26 | 11 | 9  | 6  | 30 | 24 |
| 6.  | CSKA Kiev             | 40  | 26 | 10 | 10 | 6  | 30 | 23 |
| 7.  | Tavriya Simferopol    | 33  | 26 | 8  | 9  | 9  | 24 | 31 |
| 8.  | Metalurg Zaporizhia   | 32  | 26 | 8  | 8  | 10 | 27 | 31 |
| 9.  | Metalist Járkov       | 31  | 26 | 8  | 7  | 11 | 27 | 37 |
| 10. | Karpaty Lviv          | 30  | 26 | 9  | 3  | 14 | 33 | 42 |
| 11. | Kryvbas Kryvyi Rih    | 24  | 26 | 6  | 6  | 14 | 22 | 36 |
| 12. | Vorskla Poltava       | 23  | 26 | 6  | 5  | 15 | 16 | 29 |
| 13. | Stal Alchevsk         | 15  | 26 | 3  | 6  | 17 | 19 | 49 |
| 14. | Nyva Ternopil         | 9   | 26 | 2  | 3  | 21 | 20 | 65 |

|  | Tercera ronda previa de la Liga de Campeones |
|  | Segunda ronda previa de la Liga de Campeones |
|  | Primera ronda de la Copa de la UEFA          |
|  | Ronda previa de la Copa de la UEFA           |
|  | Segunda ronda de la Copa Intertoto           |
|  | Descenso a la Persha Liha                    |